# Yxnavad
Yxnavad är en sjö i Mölndals kommun i Halland och ingår i Kungsbackaåns huvudavrinningsområde. Sjön är 12,5 meter djup, har en yta på 0,031 kvadratkilometer och befinner sig 90 meter över havet.